# Pseudochazara daghestana
Pseudochazara daghestana är en fjärilsart som beskrevs av Holik 1955. Pseudochazara daghestana ingår i släktet Pseudochazara och familjen praktfjärilar. Inga underarter finns listade i Catalogue of Life.